# 狭叶甜茅
狭叶甜茅（学名：Glyceria spiculosa）为禾本科甜茅属下的一个种。